# مؤمن آل فرعون
مؤمن آل فرعون مردی بود از فرعونیان که به موسی ایمان آورده بود اما ایمان خود را مخفی می‌داشت، تا بتواند در موقع مناسب به موسی کمک کند.
این شخص بنابر روایات اسلامی و تفاسیر قرآن، پسر عمو یا پسر خاله فرعون بوده و حزقیل یا حزبیل نامیده می‌شده است. فخر رازی می‌نویسد: گفته‌اند پسر عم فرعون بود. او مسئولیت حفاظت از خزائن و گنجینه‌های فرعون را بر عهده داشت. 
قرآن در آیات ۲۸ الی ۴۵ سوره غافر از دفاع جانانه وی از موسی و خنثی شدن توطئه ترور موسی توسط او سخن می‌گوید. 
در ابتدای داستان وی ذکر شده است که مؤمن آل فرعون در یک موقعیت مناسب و بحرانی گفت: «آیا می‌خواهید موسی را -که می‌گوید خدای من الله است- بکُشید؛ در حالی که او معجزات روشنی برای شما آورده است؟ اگر موسی دروغ بگوید که دروغش علیه خودش است؛ ولی اگر راست بگوید، بعضی از آن عذاب‌هایی که می‌گوید گریبانگیر شما می‌گردد، و خداوند هر کس را که زیاده‌روی کند و دروغ بگوید، هدایت نمی‌کند و امرش را اصلاح نمی‌فرماید...» (سوره غافر، آیه ۲۸)
در بعضی از روایات از پیامبر اسلام نقل شده: "صدّیقان (نخستین تصدیق کنندگان پیامبران بزرگ) سه نفر بودند: ۱- حبیب نجار، همان مؤمن آل یس همان کسی که به مردم (انطاکیه) می‌گفت «از فرستادگان خدا پیروی کنید، از کسانی پیروی کنید که پاداشی از شما نمی‌خواهند و خود هدایت یافته‌اند»، ۲- حزقیل مؤمن آل فرعون، ۳- علی بن ابی طالب که او از همه برتر است". این حدیث هم در منابع شیعه و هم در منابع اهل سنت به چشم می‌خورد.
یکی از مواردی که شیعیان در اثبات صحیح بودن تقیه به آن استناد می‌جویند، ماجرای مؤمن آل فرعون است که در قرآن ذکر شده وی ایمان خود را مکتوم می‌داشته است.
آل‌ فرعون
همان قوم، پیروان وهم ‌کیشان فرعون هستند.فرعون لقب حاکمان مصر در دوران‌های پیش از بطالسه است. و آلِ فِرْعَون، از اعلام قرآن کریم می‌باشد.و